# Anuradha Ghandy
Anuradha Ghandy, född Shanbag, 28 mars 1954 i Mumbai, Indien, död 12 april 2008 i Mumbai, var en indisk kommunist, författare och rebell.

## Biografi
Ghandys far var Ganesh Shanbag, advokat i Mumbais Högsta domstol, från Karnataka. Hennes mor Kumud kom från Gujarat och var aktiv vid ett kvinnocenter i Mumbai. Ghandys föräldrar och en moster var medlemmar i det indiska kommunistpartiet.

### Utbildning
Ghandy var duktig i skolan och började 1972 studera vid Elphinstone College, Mumbai. Vid den tiden inträffade en svår hungersnöd i staten Maharashtra och fattiga människor på landet led svårt. Ghandy och hennes vänner reste ut på landet för att studera situationen i de drabbade områdena. Trots den grymma hungersnöden vägrade de drabbade och döende människorna att ge upp. Läxan för studenterna var att fattiga analfabeter som odlade marken var Indiens verkliga hjältar. Från denna erfarenhet sökte Ghandy vägen från en hopplös situation till ett bättre liv för de fattiga – och blev en indisk rebell.

### Aktivism
Ghandy tog en examen i sociologi och därefter var hon i täten i flera kommunistiska folkrörelser. Hon gick med i Progressive Youth Movement i Indien och deltog i Naxalbariupproret bland landsbygdsbefolkningen i Västbengalen. Dessa aktiviteter ledde till betydande förbättringar för kvinnor på landsbygden och bland ursprungsfolk. Hon flyttade från sitt bekväma liv i Mumbai till Nagpur och organiserade arbetare inom dalit i fackföreningar.

### Privatliv
Ghandy gifte sig i november 1977 med Kobad Ghandy, som härstammade från en parsisk familj i Gujarat. Han hade också deltagit i Naxalbariupproret.
Anuradha Ghandy dog den 12 april 2008, efter att ha insjuknat i svårartad malaria.